# Simão de Moscou
Simão Ivanovitch, dito o Orgulhoso (em russo: Семён Иванович Гордый, Simion Ivánovitch Gordîy) (1316 - 1353) foi Grão-príncipe de Moscou e Vladimir.
Simão foi o primogênito de Ivan Kalita e tornou-se Grão Príncipe de Moscou em 1340. Um ano depois, teve a permissão da Horda Dourada para administrar Vladímir. A sua campanha contra a cidade de Torjok em 1341 fortaleceu a sua autoridade sobre Novgorod. Dez anos mais tarde, lançou um ataque contra Esmolensco. Ele preservou a política do seu pai de servir a Horda Dourada, atuando como um dos seus melhores vassalos na Rússia. Simão recebeu cada vez mais poder do cã do Canato da Horda Dourada para conter a expansão do Reino da Lituânia, que ameaçava o domínio Mongol. Diferentemente de outros príncipes russos, Simão permaneceu completamente fiel à Horda.